# غارتس (روغن)
غارتس روغن (بالألمانية: Garz (Rügen)) هي بلدة ألمانية تقع في ألمانيا في مكلنبورغ فوربومرن.[بحاجة لمصدر] يقدر عدد سكانها بـ 2,567 نسمة .

## المدن التوأمة
مدينة نوردرناي هي مدينة توأمة لـغارتس روغن.